# Pokolenie końca świata
Pokolenie końca świata – trzeci album studyjny polskiego zespołu muzycznego Kacperczyk. Wydawnictwo ukazało się 23 czerwca 2023 nakładem wytwórni muzycznej SBM Label.
Album jest utrzymany w stylu muzyki hip-hop i pop-rap. Składa się z wersji standardowej (1 CD).
Płyta zadebiutowała na 1. miejscu polskiej listy sprzedaży – OLiS. Wydawnictwo uzyskało status platynowej płyty, przekraczając liczbę 30 tysięcy sprzedanych kopii.

## Lista utworów
Opracowano na podstawie materiału źródłowego.
1. „Pokolenie końca świata” – 2:53
2. „Moje najlepsze lata” – 2:36
3. „Awionetki” – 2:27
4. „Wstałem lewą nogą” (gośc.: Szczyl, WaluśKraksaKryzys) – 3:38
5. „Koniec świata 2 (Official Trailer)” – 0:25
6. „Jakbym zjadł mentosy i popił je colą” – 2:48
7. „Syn okiennika” (gośc.: Artur Rojek) – 3:33
8. „Demony (prev)” – 1:14
9. „Wtedy” – 4:18
10. „Chodź, razem na chwilę umrzemy” – 3:04
11. „Powroty (skit)” – 1:24
12. „Manekin” – 2:33
13. „Pan od muzyki” – 3:22

## Pozycje na listach sprzedaży
| Kraj   | Lista (2023)             | Najwyższa pozycja |
| ------ | ------------------------ | ----------------- |
| Polska | OLiS – albumy            | 1                 |
| Polska | OLiS – albumy fizycznie  | 1                 |
| Polska | OLiS – albumy w streamie | 1                 |

| Kraj   | Lista (2023)            | Pozycja |
| ------ | ----------------------- | ------- |
| Polska | OLiS – albumy           | 49      |
| Polska | OLiS – albumy fizycznie | 95      |

### Certyfikat
| Kraj          | Certyfikat      | Sprzedaż |
| ------------- | --------------- | -------- |
| Polska (ZPAV) | platynowa płyta | 30 000+  |